# Alphonse V (roi d'Aragon)
Pour les articles homonymes, voir Alphonse V, Alphonse d'Aragon et Alphonse Ier.
Alphonse V d'Aragon dit Alphonse le Magnanime (en catalan Alfons el Magnànim, en castillan Alfonso el Magnánimo) ou Alphonse le Grand, né le 18 décembre 1396 à Medina del Campo (royaume de Castille) et mort le 27 juin 1458 à Naples (royaume de Naples), fils du roi d'Aragon Ferdinand Ier, de la maison de Trastamare, et petit-fils du roi de Castille Jean Ier, est roi d'Aragon de 1416 à 1458, alors que la Castille est gouvernée par son cousin germain Jean II de Castille, père d'Isabelle la Catholique.
Surtout soucieux des intérêts de la Couronne d'Aragon en Italie (royaume de Sicile), il évince en 1442 la maison d'Anjou (le roi René) du royaume de Naples (ou « Sicile péninsulaire »), se proclamant rex utriusque Siciliae (« roi de l'une et l'autre Sicile »). 
Fasciné par la culture de la Renaissance italienne, il se désintéresse dès lors de ses possessions dans la péninsule Ibérique, en laissant la régence à son frère cadet Jean (1398-1479), qui lui succède en 1458 pour la Couronne d'Aragon, devenant le roi Jean II d'Aragon, père de Ferdinand le Catholique. Le royaume de Naples revient à un fils (illégitime) d'Alphonse, Ferdinand.

## Possessions de la Couronne d'Aragon et titulature
Régnant sur l'Aragon au sens étroit (le royaume des origines dont la capitale est Saragosse), il est à la tête de la Couronne d'Aragon et détient donc de nombreux titres et pouvoirs. 
De 1416 à 1458, il est aussi : 
- comte de Barcelone, de Besalú, de Pallars Jussà sous le nom d’Alphonse IV,
- comte d'Urgell, de Roussillon et de Cerdagne sous le nom d’Alphonse II,
- roi de Valence sous le nom d’Alphonse III,
- roi de Sardaigne et de Corse sous le nom d'Alphonse II[3],
- roi de Majorque et roi de Sicile (insulaire) sous le nom d’Alphonse Ier.

Il est également comte d'Empúries de 1416 à 1436, régent de 1445 à 1458. 
Il est membre fondateur de l'ordre du Dragon.

## Biographie

### Origines familiales et formation
Né en 1396, il est le fils cadet de l'infant de Castille Ferdinand d'Antequera (1380-1416), lui-même fils de Jean Ier de Castille (1358-1390) et de l'infante Éléonore d'Aragon (1358-1382), fille du roi d'Aragon Pierre IV. Ferdinand, régent de Castille de 1406 à 1410, s'engage dans le conflit de succession d'Aragon et est désigné comme roi en 1412, lors du Compromis de Caspe.
La mère d'Alphonse V est Éléonore d'Albuquerque (1374-1435), fille d'un fils naturel du roi de Castille Alphonse XI (1311-1354), Sanche (1342-1374).   
Outre ses surnoms de « Magnanime » et de « Grand », il est aussi appelé (en arabe) « Adfunch-Ibn-Barbariya », c'est-à-dire « Alphonse fils de la Berbère ». 
Second roi d'Aragon de la maison de Trastamare, qui règne sur la Castille depuis 1369, Ferdinand hérite de la Couronne d'Aragon à la mort de son père en 1416. 

### Implications dans les affaires italiennes

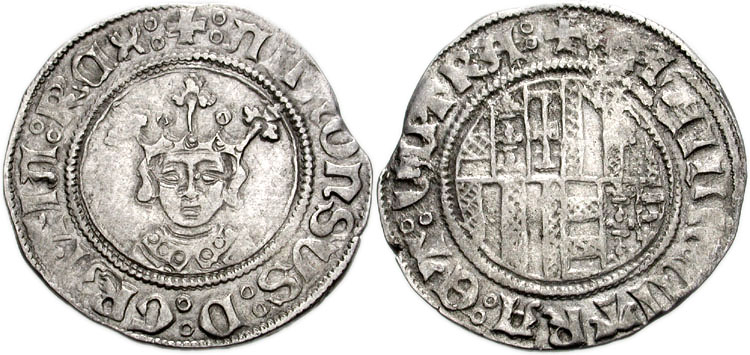
Monnaie d'Alphonse V.

Parfaite illustration du souverain de la première Renaissance, Alphonse V est connu pour son implication dans les affaires italiennes. Roi de Sicile, il est fasciné par la civilisation de la péninsule ; il dispute la Sardaigne et Corse aux Génois, puis se lance à la conquête du royaume de Naples.
En 1435, il tombe aux mains du duc de Milan, Philippe Marie Visconti, mais le convainc qu’il n’est pas dans ses intérêts d’empêcher la victoire de l’Aragon à Naples. 
En 1442, il triomphe de l'armée de René d'Anjou et fait une entrée triomphale dans la ville de Naples le 26 février 1443. Il transforme le royaume en l'un des grands centres commerciaux et culturels de la péninsule italienne.
Il doit justifier de ses prétentions sur le territoire italien. En 1447, après la mort de ses seuls alliés italiens, le pape Eugène IV et le duc de Milan, Filippo Maria Visconti, il doit déployer tous ses talents de diplomate pour se faire reconnaitre par les pouvoirs florentin et vénitien. Il doit aussi gagner à sa cause les barons napolitains rivaux, dont beaucoup soutiennent les prétentions de la maison d'Anjou. Il exacerbe leur hostilité en nommant des dignitaires catalans et castillans à la plupart des fonctions importantes de la cour. Ainsi, un de ses favoris, don Inigo d'Avalos, maître chambellan castillan se voit accorder à vie les droits sur les exportations de nourriture. Dans un geste de réconciliation, il accroit les privilèges des barons et investit beaucoup d'entre eux de pouvoirs considérables, accumulant ainsi les difficultés pour son successeur. Le fonctionnement du gouvernement est adapté au modèle espagnol, tandis que les usages et les cérémonies de la cour sont essentiellement catalans. Les langues parlées à la cour sont le castillan et le catalan.
Il passe le reste de sa vie en Italie, notamment à Tivoli, laissant la régence[Quand ?] de la couronne d'Aragon à son frère Jean (1398-1479°. Prince de la Renaissance, il favorise les arts et les lettres. Il fait notamment rénover à Naples le Castel Nuovo par l'architecte majorquin Guillem Sagrera.
Il entretient des relations diplomatiques avec l’Éthiopie : Yeshaq Ier d'Éthiopie lui propose une alliance contre les musulmans, qu’il voulait sceller par un double mariage, mais les difficultés de voyage empêchèrent les projets d’aboutir.

### Sac de Marseille (1423)
En 1423 Alphonse V qui revendiquait la couronne de Naples est battu par Louis III d'Anjou (1403-1434) l’obligeant à retourner en Aragon.
Pour se venger contre des alliés de Louis III, Alphonse V attaque la ville de Marseille, la met à sac et incendie la cité durant trois jours (20-23 novembre 1423).
La paix ne reviendra avec les Catalans que 23 ans plus tard, en juin 1451.

### Mort et funérailles
Sa chapelle funéraire catalane, au monastère de Poblet en Espagne, est dédiée à saint Georges qu'il avait adopté lors de sa campagne napolitaine.

## Succession
À sa mort, la Couronne d'Aragon et le royaume de Sicile passent à son frère Jean, tandis que le royaume de Naples revient, selon sa volonté, à son fils naturel Ferdinand (Ferdinand Ier de Naples).

## Mariage et descendance
Il avait épousé Marie de Castille (1401-1458 ; sœur de Jean II de Castille) à Valence en 1415. Ils n'eurent pas d'enfants. 
Alfonso était épris d’une noble femme, Giraldona Carlino, qui fut la reine de la cour de Naples autant que la muse du roi.
- Il est le père de Ferdinand Ier (1423-1494), roi de Naples en 1458, qu'il eut avec sa maîtresse Gueraldona Carlino (1401-1468 ?, fille d'Enrique Carlino x Isabel), une Napolitaine. Il eut aussi deux filles de cette liaison :
- Eléonore d'Aragon, née 1425, x vers 1444, Marino Marzano (it) (dit aussi Mario Marzano ou Gianfrancesco Marzano), prince de Rossano, duc de Squillace et Sessa.
  - Maria Marzano d'Aragon, née en 1445, x 1461 Antoine Todeschini Piccolomini d'Aragon (comme sa 2e épouse), premier duc d'Amalfi et Grand-Justicier de Naples, 1435-1493, neveu maternel du pape Pie II et frère de Pie III, époux en premières noces de Maria d'Aragon, fille naturelle de Ferdinand Ier et donc cousine germaine de Maria Marzano
    - Alphonse Ier, † 1505, deuxième duc d'Amalfi : d'où la suite des ducs d'Amalfi, comtes de Celano et Gagliano, marquis de Capistran/di Capestrano, barons de Scaffata/di Scafati, princes de Valle-Reale (Val-Real) et ducs de Laconie, dont : < Alphonse II, 3e duc d'Amalfi < Inico, 4e duc < la duchesse Constance x son cousin éloigné Alexandre ci-après
    - Jean-Baptiste marquis d'Iliceto/di Deliceto < Antoine < Alphonse < Alexandre, marquis di Deliceto, 5e duc d'Amalfi par son mariage avec Constance ci-dessus : sans postérité directe (mais postérité latérale de Jean-Baptiste, Antoine et Alphonse)
    - François, évêque de Bisignano en 1498, † 1530
    - Eléonore Jeanne/Diana, née en 1470, x Bernardino di Sanseverino troisième prince de Bisignano (1470-1517)
      - Pietrantonio di Sanseverino di Bisignano (1508-1559), successeur de son père : 4e prince de Bisignano, chevalier de la Toison d'Or pour sa fidélité à Charles Quint
        - Nicolò Bernardino Sanseverino (1541-1606), cinquième (et dernier de sa branche) prince de Bisignano : la succession des princes de Bisignano passe à un cousin éloigné

      - Giovanna x Charles de Rohan-Gié : riche postérité (Rohan-Guéméné-Montbazon et -Soubise, Balsac d'Entraigues-Gyé ; Orléans-Longueville, Bourbon-Condé-Soissons et Savoie-Carignan-rois d'Italie, d'Albert de Luynes-Dunois, Goyon-Matignon-Grimaldi de Monaco et Colbert-Seignelay-Tancarville, Montmorency-Beaufort...)

    - Giovanna, †1547, x Marc-Antoine Caracciolo Pisquizi comte de Nicastro
    -  ? certains ajoutent Victoria/Vittoria (1460-1518), x Jacques/Jacopo IV (d') Appiano di Piombino : plutôt fille du duc Antoine et de sa première femme Maria d'Aragon fille du roi Ferdinand Ier, cf. ci-dessus

  - Louise x Bernard Frangipani
  - Francesca x 1477 Léonard III Tocco, despote d'Épire, † 1499, d'où postérité
- Maria d'Aragon (vers 1433-1449), x 1444 Lionel d'Este marquis de Ferrare, seigneur de Modène et Reggio (1407-1450), sans postérité
- une troisième fille naturelle, née d'une liaison avec Ippolita de' Giudici : Colia ou Covella (1423/1424-1473), x 1445 Emmanuel/Emanuele (d’) Appiano (1380-1457), Seigneur de Piombino en 1451-57[8],[9].